# Washington Township (comté de Buchanan, Missouri)
Pour les articles homonymes, voir Washington Township.
Washington Township est un township du comté de Buchanan dans le Missouri, aux États-Unis,. En 2000, sa population s'élève à 75 694 habitants. Le township est fondé en 1842 et baptisé en référence à George Washington.